# Gustave Louis Chaix d'Est-Ange
 (juillet 2018).
Si vous disposez d'ouvrages ou d'articles de référence ou si vous connaissez des sites web de qualité traitant du thème abordé ici, merci de compléter l'article en donnant les références utiles à sa vérifiabilité et en les liant à la section « Notes et références ».
Gustave Louis Adolphe Victor Aristide Charles Chaix d'Est-Ange est un avocat et homme politique français, né à Reims le 11 avril 1800 et mort à Paris le 14 décembre 1876.

## Biographie
Gustave Louis Chaix d'Est-Ange est le fils d'un procureur général près la cour de justice criminelle de Reims, Richard Chaix d'Est-Ange (1757-1820). Ses parents viennent se fixer à Paris après la suppression de cette cour et son père le laisse orphelin à dix-neuf ans. Après des études au Lycée de Reims comme boursier de la ville, il venait de terminer ses études de droit, et devait soutenir sa mère et sa jeune sœur avec 600 francs pour tout héritage. 

### Un ténor du barreau sous la Restauration et la monarchie de Juillet
Mais son talent oratoire, qu'il met d'abord au service de la cause libérale, lui vaut une réputation précoce au barreau de Paris où il s'était inscrit comme avocat. Il se voit confier plusieurs causes importantes : l'affaire des événements de juin 1820, celle de la conspiration du 19 août de la même année. En 1821, il défendit devant la Cour des pairs et fit acquitter Charpenay, accusé de complot militaire.[réf. nécessaire] Il rédige une piquante consultation relative aux publications philosophiques du colonel Touquet, et sa mordante plaidoirie dans le procès des quatre sergents de La Rochelle achève d'établir sa réputation.
Le procès de Cauchois-Lemaire, poursuivi en 1828 pour une lettre adressée au duc d'Orléans, lui fournit l'occasion de substituer à des points de fait délicats à traiter une brillante thèse de droit constitutionnel, habilement parsemée de références à la constitution anglaise. Il obtient encore un vif succès dans le débat survenu, à propos d'une question de propriété littéraire, entre MM. Pouillet et Grosselin. Dans l'affaire du parricide Benoit, plaidant pour la partie civile, et peignant des couleurs les plus vives le meurtre de la mère égorgée par son fils, il arrache presque en pleine audience un aveu au coupable. Il rencontre moins de sympathies auprès du public lorsqu'il revendique, à propos de la pièce de Victor Hugo, Le roi s'amuse, supprimée par la censure, le droit pour l'autorité d'examiner au préalable les ouvrages dramatiques ; Victor Hugo plaide lui-même sa cause, qu'il perd d'ailleurs (1832).
De 1842 à 1844, Chaix d'Est-Ange est bâtonnier de l'ordre des avocats du barreau de Paris.

### Une carrière parlementaire incertaine sous la monarchie de Juillet

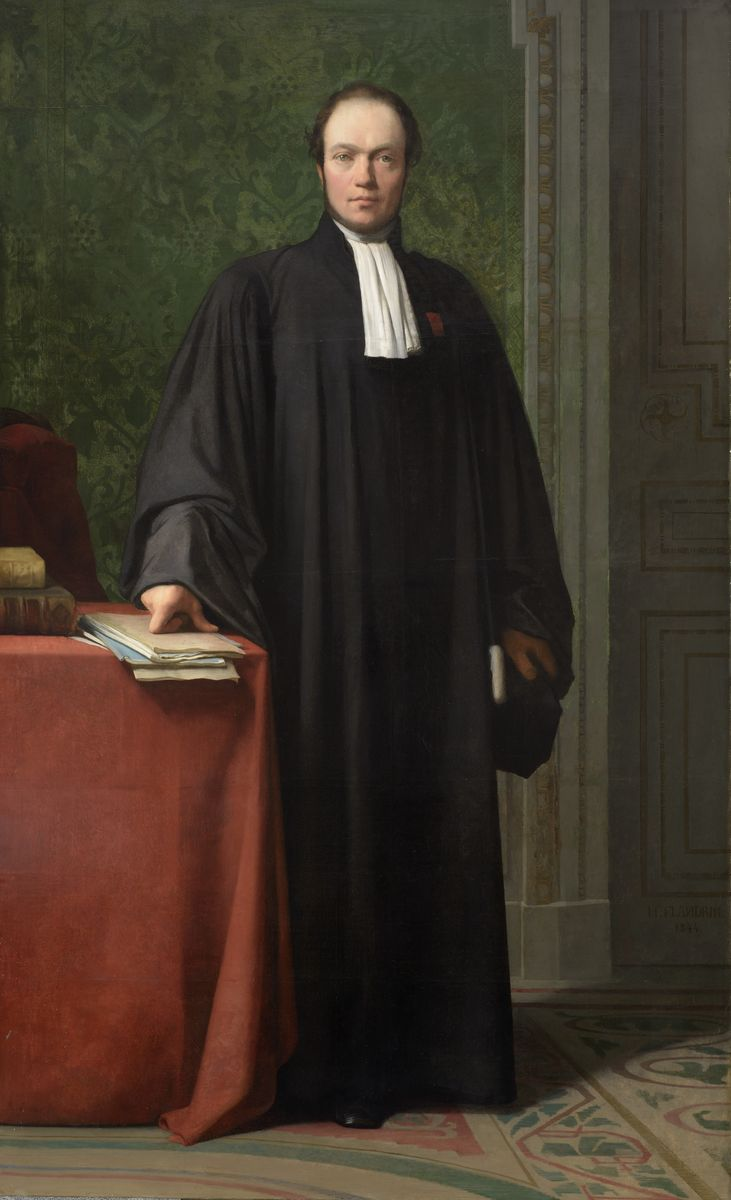
Chaix d'Est-Ange en robe d'avocat, en 1844 (par Hippolyte Flandrin).

Le 18 février 1831, Chaix d'Est-Ange est élu député par le 3e arrondissement électoral de la Marne (Reims), en remplacement de M. Robert-Lucas, démissionnaire. Il vote tantôt avec les centres, tantôt avec l'opposition. Mais il ne se représente pas aux élections générales qui ont lieu quelques mois plus tard. Ce premier et court passage au parlement n'avait pas répondu aux espérances du parti libéral, à en juger par cet extrait d'un des comptes rendus de la Société « Aide-toi, le ciel t'aidera » : « Il paraît certain que M. Chaix d'Est-Ange ne se représentera pas aux suffrages des électeurs. Ce qui a manqué au jeune et brillant avocat, est d'arriver à la Chambre avec des principes arrêtés, des idées formées sur les grandes questions qu'agite et que résout la représentation nationale. C'est qu'il ne suffit point, pour être bon député, d'avoir plaidé avec talent et patriotisme quelques causes politiques : le barreau et la Chambre ont des allures toutes différentes et la facilité de parole si utile au premier est quelquefois dangereuse pour l'autre. »
Il retrouve le barreau jusqu'au 25 avril 1836, date à laquelle il est élu à Reims en remplacement de M. Leroy-Myou, démissionnaire. Son mandat lui fut renouvelé le 4 novembre 1837 puis le 2 mars 1839. Il quitte de nouveau la Chambre aux élections générales de 1842, mais le décès de son successeur, M. Houzeau-Muiron, l'y ramène le 28 novembre 1844 (414 voix contre 344 à Léon Faucher), mais il est battu en 1846.
Durant les différentes législatures dont il fait partie, Chaix d'Est-Ange monte plusieurs fois à la tribune. Le 2 mars 1837, il prononce contre la loi de disjonction un discours qui a beaucoup de retentissement. Après avoir tracé le tableau des malheurs qui surgiraient de l'adoption de la loi, il s'écrie : « Au nom du ciel, messieurs, au nom de la justice qui est bonne, qui est sainte pour tous, qui protège les gouvernements comme les individus, la société comme les accusés ; au nom de la justice elle-même, ne faites pas cela ! N'exposez pas notre justice ; elle est pure et respectée, elle est exposée à des faiblesses, à des erreurs ; mais ne multipliez pas les exemples qu'elle en donne, et que le respect public qui s'attache encore à elle lui soit maintenu. » Il se fait encore applaudir par l'opposition en rappelant à Guizot, alors ministre de l'Instruction publique, des paroles qu'il avait prononcées en 1820 alors qu'il était dans l'opposition.
Dans la discussion du projet d'adresse en réponse au discours du trône (14 janvier 1839), il proteste contre l'abandon d'Ancône et contre une politique qui lui semblait contraire à la dignité du pays. Il parle encore sur le projet de loi relatif à la navigation intérieure, sur les questions intéressant la propriété littéraire.

Il suit le plus souvent dans ses votes les inspirations de Thiers, ce qui lui attire ce conseil d'un biographe : « Que M. Chaix d'Est-Ange y prenne garde : la bannière de M. Thiers flotte un peu à tout vent, elle est un peu taillée en girouette, et tourne selon que le vent du Château est à la faveur ou à la disgrâce. »

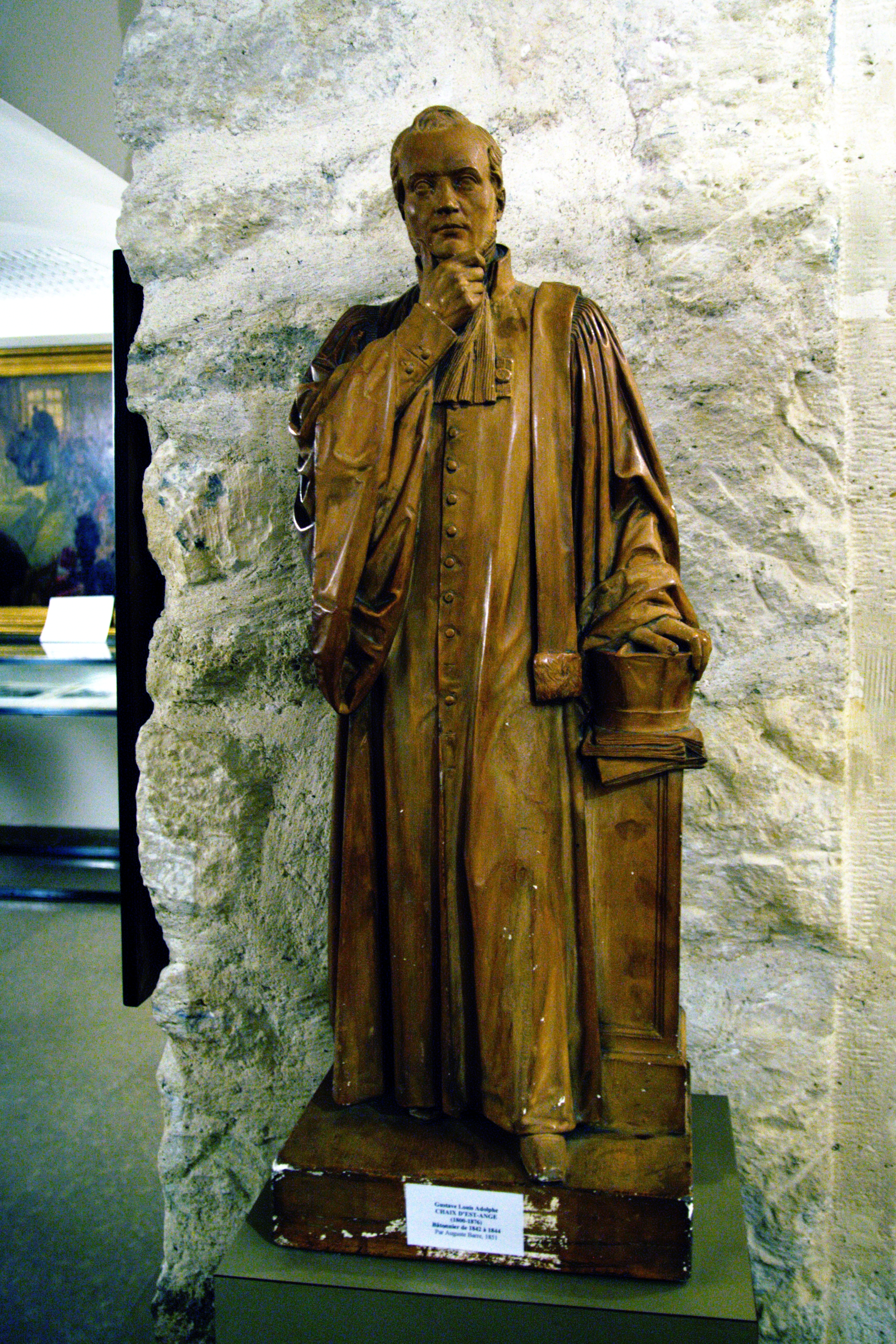
Sculpture en pied de Gustave Louis Chaix d'Est-Ange bâtonnier de 1842 à 1844, par Jean-Auguste Barre (1851), au musée du Barreau de Paris (dans l'hôtel de La Porte).

### Des honneurs éclatants sous le Second Empire
Sous la Deuxième République, Chaix d'Est-Ange se rallie à la politique de Louis-Napoléon Bonaparte. C’est sans doute lui et non son fils qui figure dans Les Châtiments :
« Entre Troplong paillasse et Chaix-d’Est-Ange pitre » écrit Victor Hugo.
En 1857, il entre dans la magistrature impériale comme procureur général près la cour de Paris. Peu après, il est nommé conseiller d’État (1858), puis sénateur (2 novembre 1862). 
Le 18 octobre 1863, il est nommé vice-président du Conseil d'État puis président de la section des Travaux publics et des Beaux-Arts (6 octobre 1864).
Comme commissaire du gouvernement, il avait pris part à plusieurs discussions importantes au Corps législatif. Au Sénat impérial, il participa également à un certain nombre de débats : en mars 1868, ce fut lui qui présenta à cette assemblée le rapport sur la pétition des catholiques demandant la liberté de l'enseignement supérieur.
Membre et vice-président du conseil municipal de Paris, après avoir été, pendant les premiers temps de l'administration du baron Haussmann, l'avocat de la ville.
Chevalier de la Légion d'honneur en 1834, officier en 1845, commandeur en 1858, il fut élevé à la dignité de grand-officier de la Légion d'honneur le 13 août 1861.
Il était un amateur d'art et de littérature et un grand collectionneur : « Son hôtel est un musée où toutes les curiosités de l'art se sont donné rendez-vous » dit de lui Gustave Bourdin.
Baudelaire dans le Salon de 1845 signalait son portrait par Hippolyte Flandrin. En janvier 1862, Sainte-Beuve le pressentit pour l'Académie française au fauteuil de Lacordaire auquel avait pensé Baudelaire.
La chute du Second Empire le rendit à la vie privée.
Il se marie à Claire Delaporte. Il est le père de Gustave Gaspard Chaix d'Est-Ange (1832-1887), avocat, conseiller général de la Gironde et député de la Gironde, qui plaida le jeudi 20 août 1857 lors du procès contre Baudelaire au sujet des Fleurs du mal, et il est le grand-père du généalogiste Gustave Chaix d'Est-Ange (1863-1923).
Il est aussi le beau-père d'Edmond Gressier.
Il est inhumé au cimetière de Montmartre, dans le caveau de famille, 21e division.

## Œuvres
- Acte d'accusation des nommés Orsini, de Rudio, Gomez, Pieri et Bernard, convaincus d'avoir commis l'attentat du 14 janvier 1858 , [signé Le procureur général, Chaix-d'Est-Ange, Cour d'assises de la Seine],  impr. de C. Chaléal (Valence), 1858, lire en ligne sur Gallica.
- Discours et plaidoyers de M. Chaix d'Est-Ange,  deuxième édition, [publiés par Edmond Rousse et Charles-Félix Constant], Durand et Pedone-Lauriel (Paris), 1877:

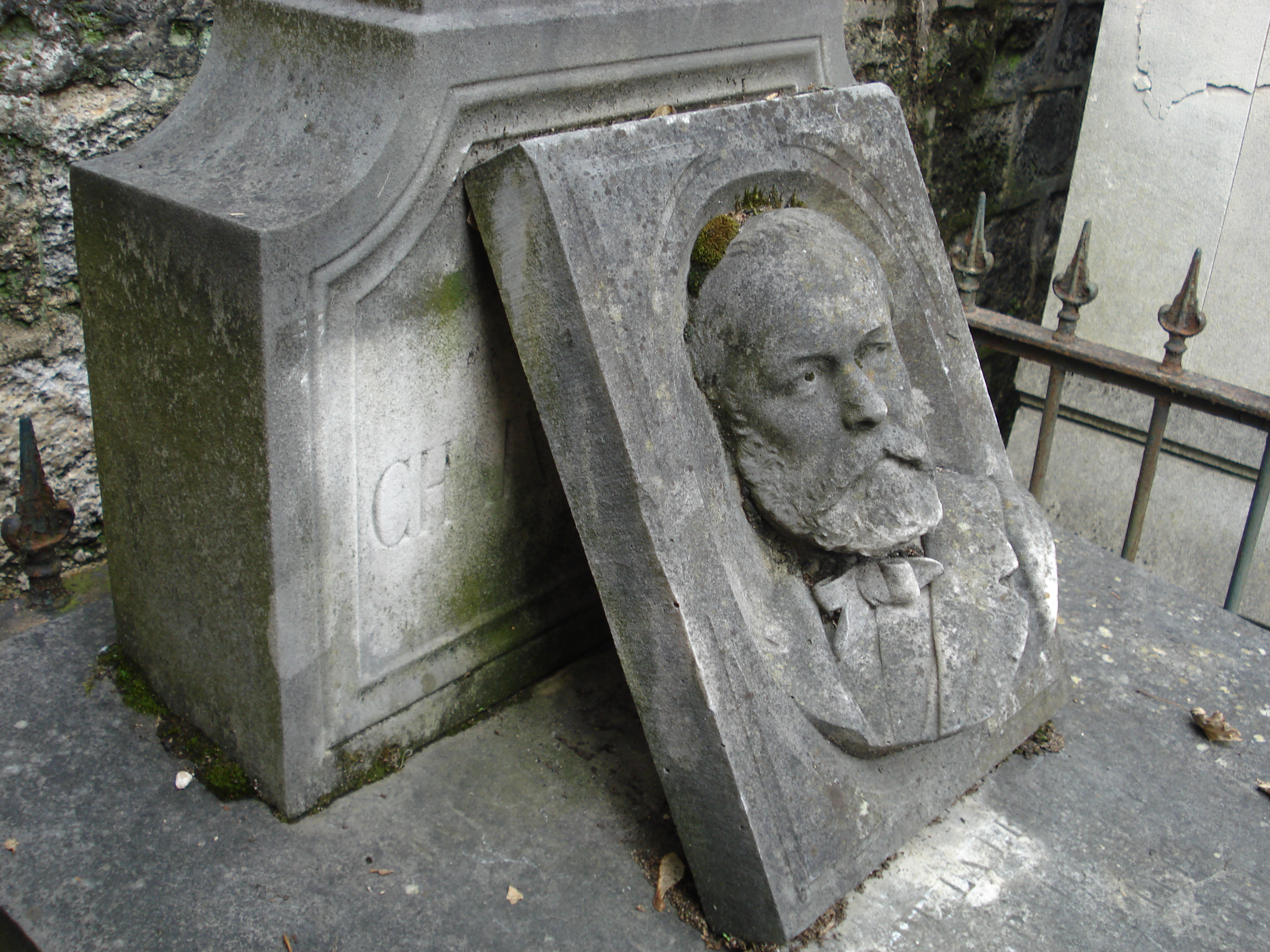
Tombeau de la famille CHAIX D'EST-ANGE - Cimetière de Montmartre

1. tome 1, lire en ligne sur Gallica
2. tome 2, lire en ligne sur Gallica
3. tome 3,  lire en ligne sur Gallica.

En collaboration avec sa descendance
- Marie-Antoinette et le procès du collier, suivi du procès de la reine Marie-Antoinette, Paris, Quantin, 1889 (publié par son fils).
- Dictionnaire des familles françaises anciennes ou notables à la fin du XIXe siècle, Évreux, impr. de C. Hérissey, 1903-1929.
  - Publié par son petit-fils Gustave Chaix d'Est-Ange (1863-1923), généalogiste.
  - Réimprimé à Paris en 1983 par Éd. Vendôme avec additions et corrections.
- Souscription nationale au profit des enfants des combattants de juillet…, [Rapport fait au comité par M. Chaix d'Est-Ange, dans la séance du lundi 2 mai 1831].

## Décorations
- Grand officier de la Légion d'honneur (décret du 13 août 1861)[2]
- Grand officier de l'ordre de Léopold

## Images

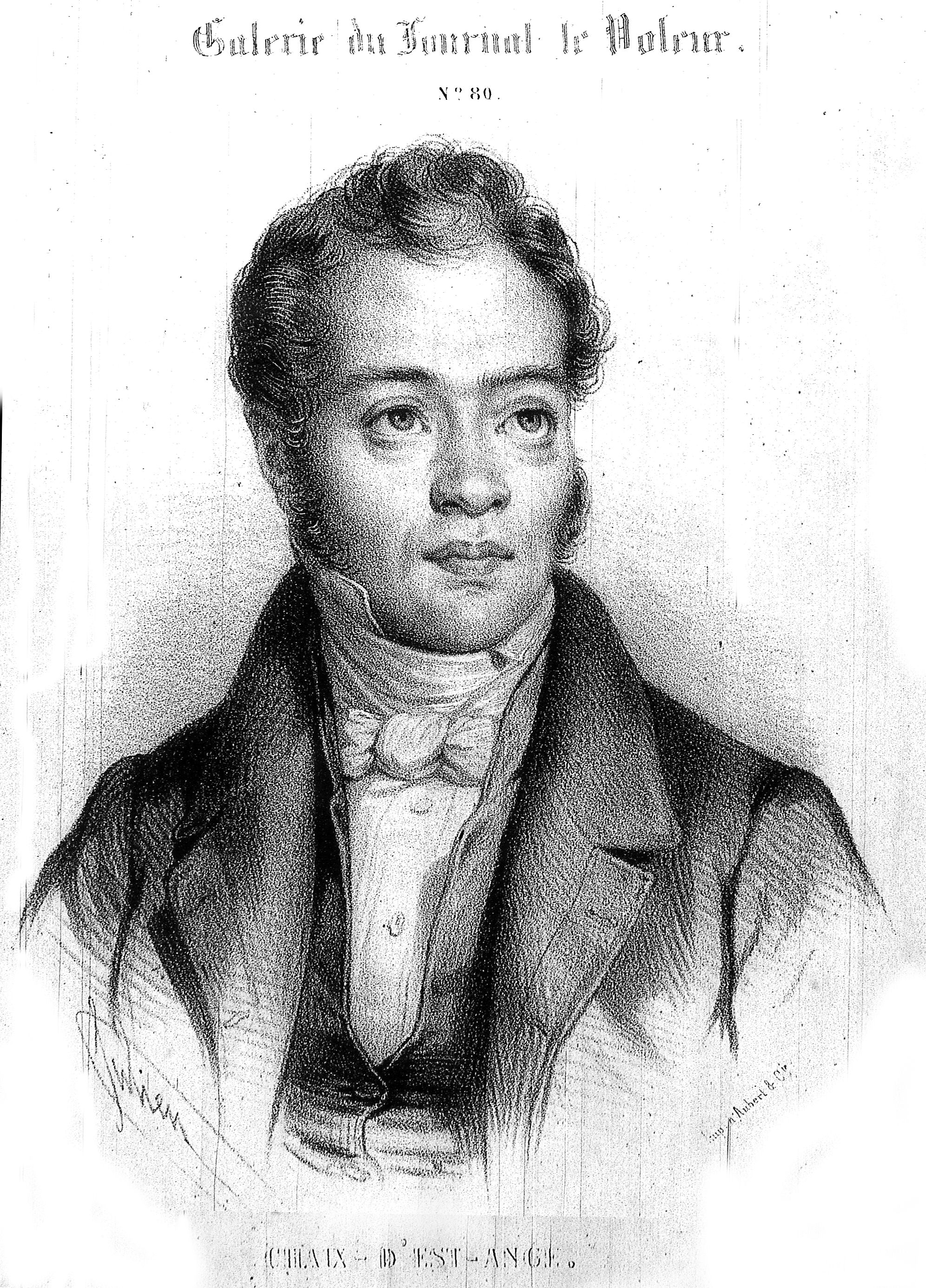
Jeune,
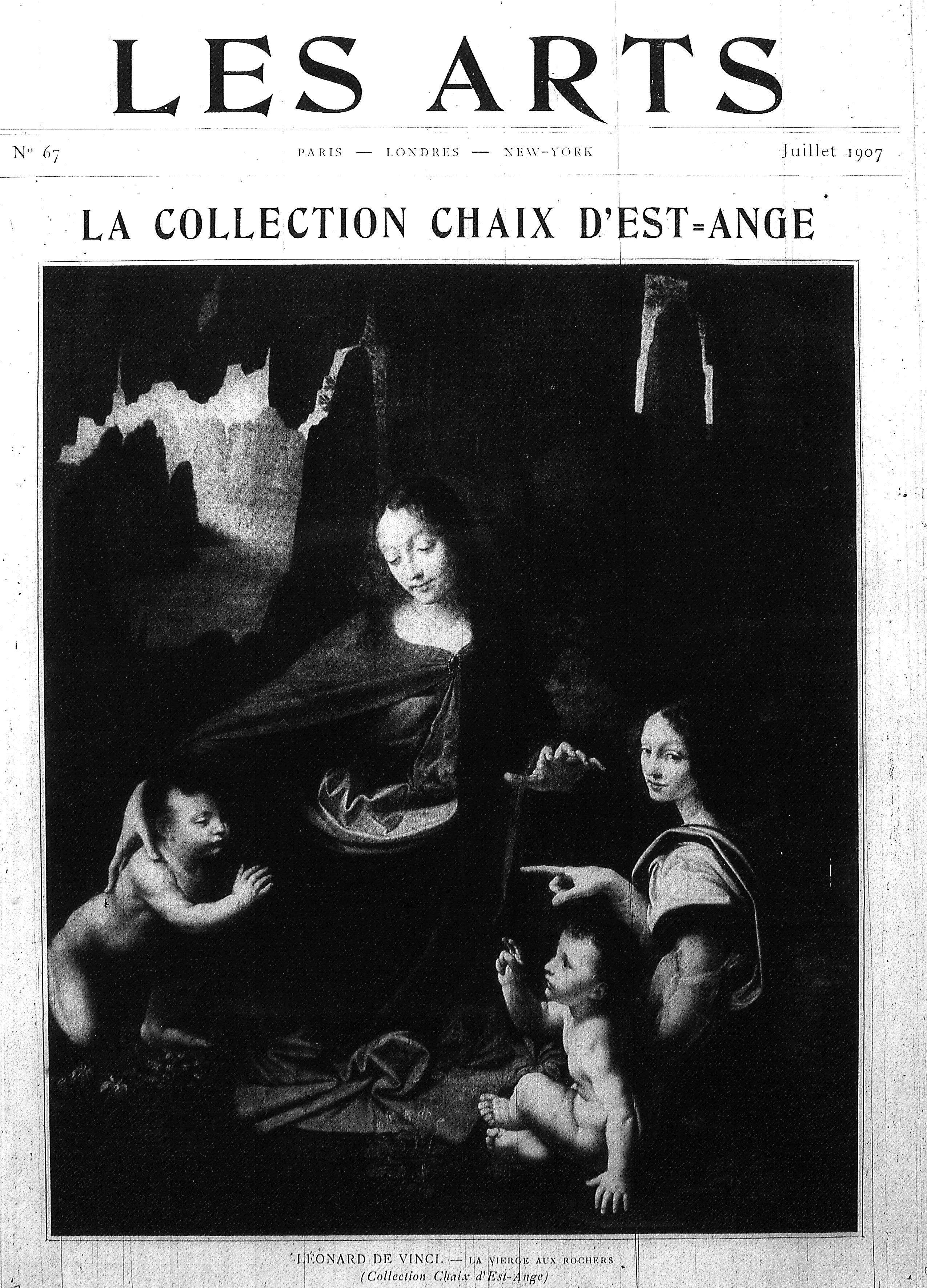
Sa collection dans Les Arts,
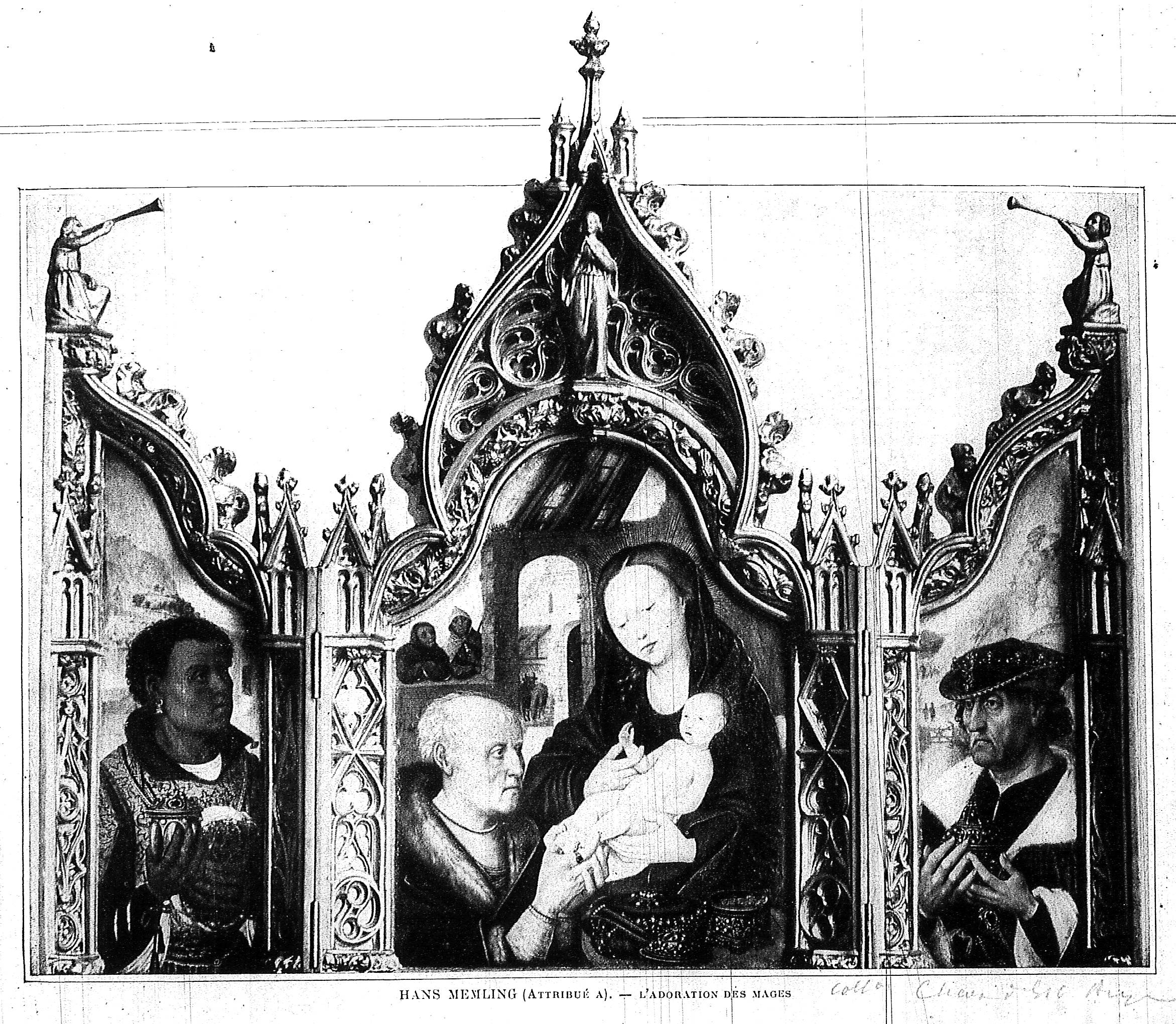
Triptyque de Hans Memling vendu aux enchères en juillet 1907,
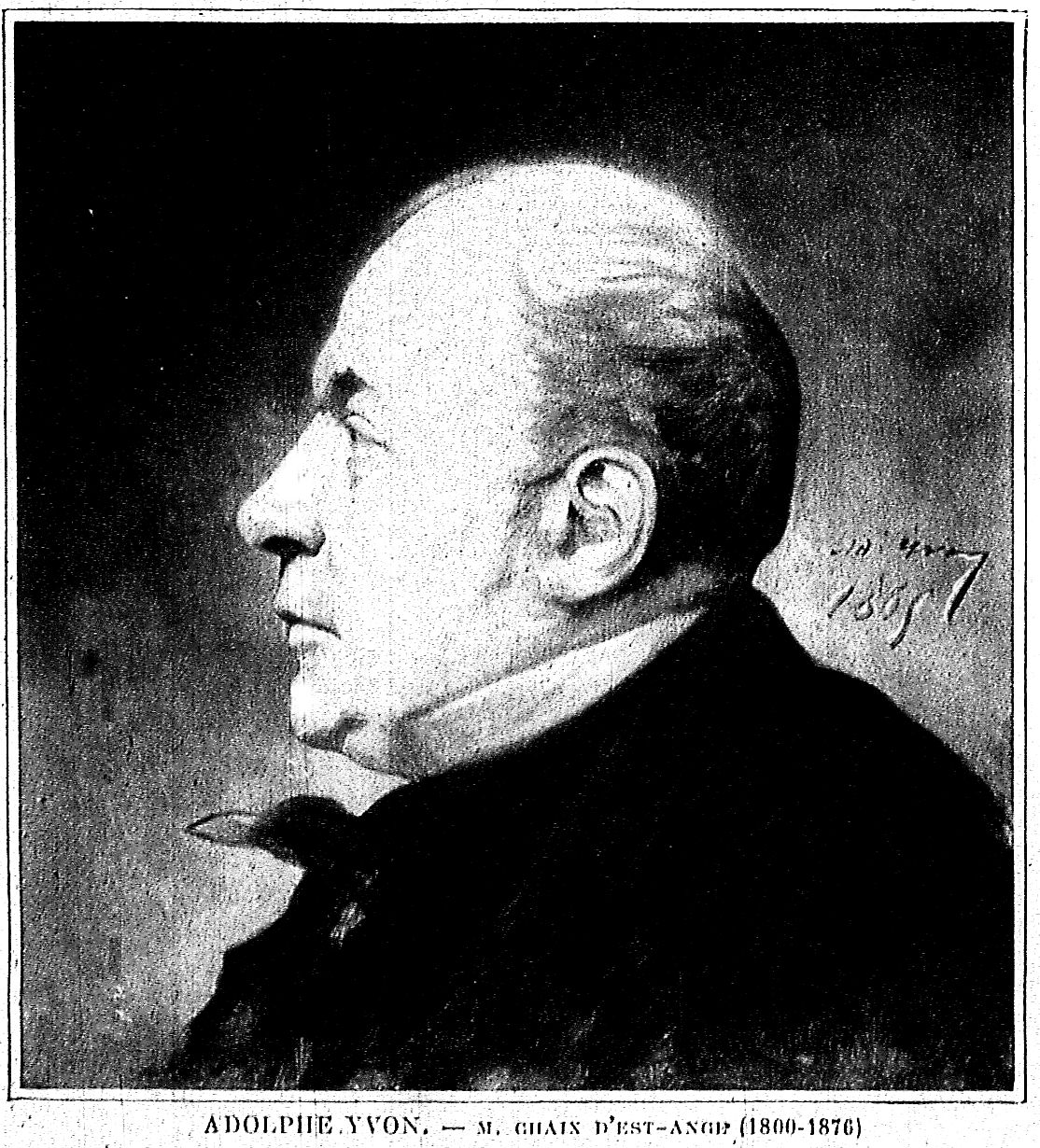
Portrait par Adolphe Yvon,
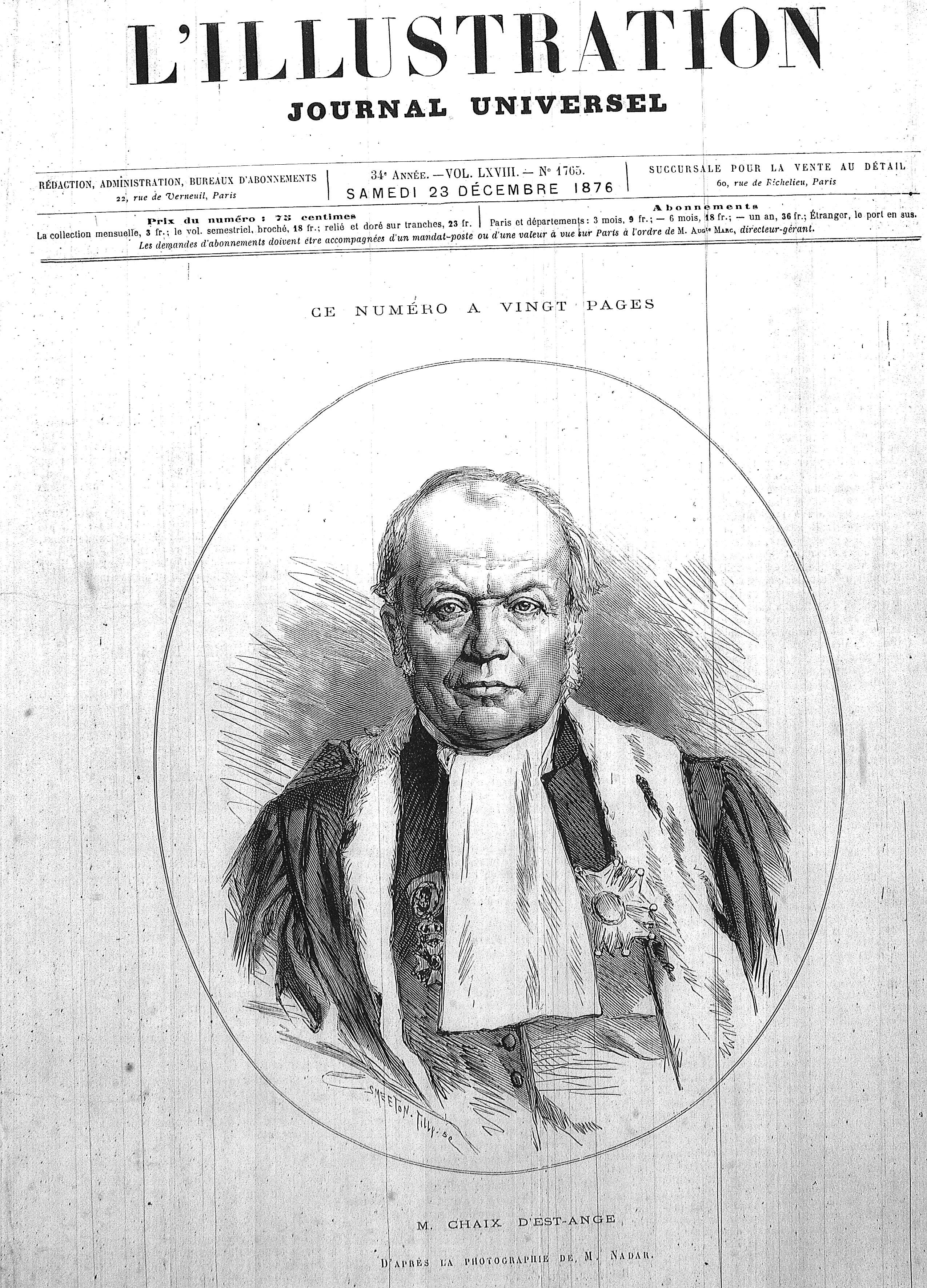
En couverture de L'Illustration.
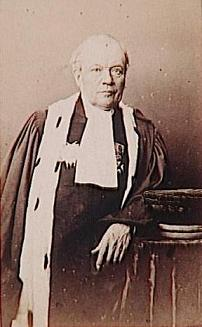
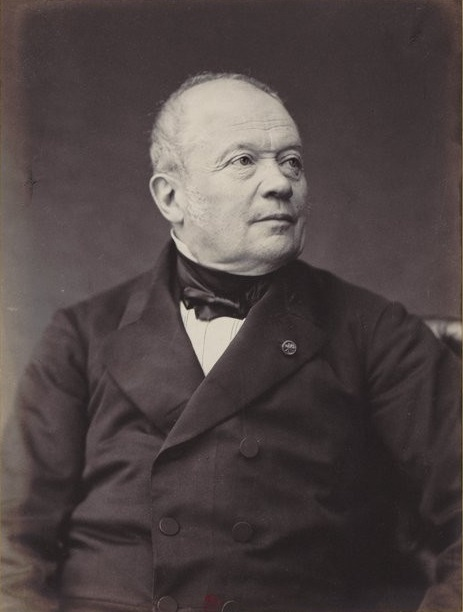